# آتش‌زدن کنسولگری ایران در نجف
آتش‌زدن کنسولگری ایران در نجف مجموعه حمله‌هایی است که اولین‌بار در تاریخ ۲۷ نوامبر ۲۰۱۹ ضد هیئت نمایندگی ایران در نجف رخ داد و در ۱ دسامبر و ۳ دسامبر تکرار شد. حمله توسط عراقیان معترض به دخالت‌های سیاسی نظامی ایران در عراق صورت گرفت. در جریان این حمله کنسولگری در آتش سوخت و پرچم ایران پائین کشیده و به جای آن پرچم عراق قرار داده شد. ایرنا اعلام کرده‌است که دیپلمات‌های ایرانی اندکی پیش از حمله از داخل کنسولگری منتقل شده‌اند. این سومین حمله در نوع خود بود که عراقیان معترض ضد کنسولگری ایران در نجف انجام دادند.

## روزشمار
- روز چهارشنبه ۲۷ نوامبر ۲۰۱۹ معترضان عراقی در نجف به کنسولگری جمهوری اسلامی در این شهر حمله کرده و آنرا به آتش کشیدند. مأموران و کارکنان کنسولگری قبل از ورود معترضان به داخل از درب پشت ساختمان فرار کرده بودند. نیروهای امنیتی و پلیس عراق سعی کردند با شلیک گلوله و گاز اشک‌آور مانع مردم معترض شوند که در این درگیری ۳ نفر از معترضان کشته[۹] و بیش از ۳۳ نفر زخمی شدند.[۱۰]
- شب یکشنبه ۱ سپتامبر ۲۰۱۹ (۱۰ آذرماه) برای دومین بار طی هفته اخیر مردم معترض در نجف کنسولگری جمهوری اسلامی را به آتش کشیدند.[۱۱][۱۲]
- معترضان شامگاه سه‌شنبه ۱۲ آذرماه برای سومین بار کنسولگری ایران در شهر نجف را به آتش کشیدند. ساختمان در زمان حمله خالی بوده و تلفات جانی نداشته‌است. گفته شده که «آتش زدن لاستیک‌های خودروها در مقابل کنسولگری منجر به آتش‌سوزی درب اصلی آن شده‌است».[۱۳][۵]